# Костолне
Костолне (на словашки: Kostolné) е село в западна Словакия, в Тренчинския край, в окръг Миява. Според Статистическата служба на Словашката република към 31 декември 2021 г. селото има 606 жители.
Разположено е на 219 m надморска височина, на 13 km източно от Миява. Площта му е 10,11 km². Кмет на селото е Мирослав Цибулка.